# Otto Pannenbecker
Otto Pannenbecker (* 4. März 1879 in Oberhausen; † 19. Mai 1956 ebenda) war ein deutscher Politiker der Zentrumspartei.

## Leben und Tätigkeit
Pannenbecker war Postbeamter von Beruf. Im Postdienst erreichte er schließlich den Rang eines Oberpostmeisters. Bis zu seiner Entlassung aus politischen Gründen 1939 leitete Pannenbecker das Postamt Ruhrort. Nach dem Zweiten Weltkrieg wurde er zum Leiter des Postamtes Oberhausen ernannt.
Noch vor dem Ersten Weltkrieg trat Pannenbecker in die katholisch orientierte Zentrumspartei ein. Nach dem Krieg vertrat er diese  in der Oberhausener Stadtverordnetenversammlung.
Nach dem Zweiten Weltkrieg Pannenbecker gehörte dem Deutschen Bundestag für die Zentrumspartei in dessen erster Legislaturperiode (1949–1953) an. Von 1949 bis zum 21. Mai 1953 war er stellvertretender Vorsitzender des Bundestagsausschusses für das Post- und Fernmeldewesen. Ab dem 20. Februar 1952 war er zudem als Nachfolger von Helene Wessel, die zur GVP übergetreten war, Vorsitzender der FU-Fraktion. Dies war die gemeinsame Fraktion von Zentrum und Bayernpartei. Zuvor hatte er als Parlamentarischer Geschäftsführer dieser Fraktion amtiert.
Von 1952 bis zu seinem Tod 1956 amtierte Pannenbecker vier Jahre lang als Oberbürgermeister von Oberhausen.

## Ehe und Familie
Pannenbecker war verheiratet mit Christine Müller. Aus der Ehe ging u. a. der Sohn Otto Pannenbecker (Jurist) (1907–?) hervor, der u. a. als Verteidiger am Nürnberger Prozess gegen die Hauptkriegsverbrecher teilnahm.
Christine Müller war die 2. Frau ab 1953. Die Mutter v Otto u 2 weiteren Söhnen, Max u Joseph, war eine geborene Allekotte.

## Ehrungen
1954 wurde Otto Pannenbecker mit dem Großen Verdienstkreuz des Verdienstordens der Bundesrepublik Deutschland ausgezeichnet.